# Parammobatodes maroccanus
Parammobatodes maroccanus är en biart som först beskrevs av Warncke 1983.  Parammobatodes maroccanus ingår i släktet Parammobatodes och familjen långtungebin. Inga underarter finns listade i Catalogue of Life.